# Stealth Recon Scout
Le Stealth Recon Scout (SRS) est un fusil de précision en bullpup à verrou (l'arme est disponible en plusieurs calibres dont le .338 Lapua Magnum) développé par la société Desert Tactical Arms (qui s'appelle désormais Desert Tech). L'arme a été présentée pour la première fois au SHOT show de 2008 et est encore en service actuellement, aux États-Unis, Géorgie et France.

## Structure
Le Stealth Recon Scout est un fusil en bullpup, ce qui signifie que le chargeur est derrière la poignée de tir, ce qui permet d'avoir une arme compacte moins longue, tout en conservant un canon suffisamment long. On estime que 280 mm sont gagnés par rapport à une arme conventionnelle. De plus, le centre de gravité est déplacé vers l'arrière.
À l'origine uniquement disponible en .338 Lapua Magnum, l'arme est maintenant chambrée en .243 Winchester, .308 Winchester, .300 Winchester Magnum, .260 Remington 6.5 Creedmoor, 6.5×47 Lapua et 7mm WSM.
Les matériaux utilisés sont du polymère, de l'aluminium et de l'acier. L'arme dispose d'un rail Picatinny, qui permet de fixer une lunette, mais également d'un bipied, afin d'utiliser l'arme posée. Le cran de sûreté peut être mis ou enlevé sans que le tireur enlève son doigt de la détente, et il est possible de recharger d'une seule main.